# Han Gyong-si
Han Gyong-si, né le 18 mai 1954, est un haltérophile nord-coréen.

## Carrière
Han Gyong-si participe aux Jeux olympiques de 1980 à Moscou et remporte la médaille de bronze dans la catégorie des poids mouches.